# Горегляд, Владислав Никанорович
Владисла́в Никано́рович Горегля́д (24 октября 1932 года, Нижнеудинск, Иркутская область — 3 июня 2002 года, Санкт-Петербург) — советский и российский японист, специалист по истории японской литературы, переводчик памятников классической японской словесности, знаток скорописи и японской рукописной традиции. Один из крупнейших русскоязычных японистов второй половины XX века. Представитель петербургской школы японоведения. Доктор филологических наук, профессор. Кавалер Ордена Восходящего солнца 4-й степени на малой ленте — награждён за развитие добрососедских отношений между Россией и Японией.
Сумел максимально точно передать стиль периода Хэйан (794—1185), сохранив тонкости и нюансы японских оригиналов, считался одним из лучших переводчиков-японистов в России. Перевёл часть знаменитого японского классического произведения Повесть о Гэндзи, «Дневник эфемерной жизни» Митицуна-но хаха, «Дневник путешествия из Тоса» Ки-но Цураюки и другие.

## Биография
Родился в семье Никанора Лукьяновича Горегляда, хозяйственного руководителя, заместителя управляющего Канской конторы «Востсибмукомол», белоруса. До 14 лет воспитывался в семье деда, так как в 1932 году отец был репрессирован. Окончил школу в г. Нарва, а затем поступил на Восточный факультет Ленинградского университета. В 1956 году окончил его по кафедре японской филологии. После окончания его приняли на работу младшим научным сотрудником в Институт востоковедения АН СССР для инвентаризации японского рукописно-ксилографического фонда.
В 1961 году вышла его первая книга, факсимильное издание восьмой тетради рукописи «Канкай ибун» («Удивительные сведения об окружающих землю морях»), хранящейся в Институте востоковедения. Полный перевод и комментарии к этой рукописи стал последней незавершенной книгой В. Н. Горегляда.
В дальнейшем в результате работы в фонде с 1963 по 1971 гг. В. Н. Горегляд издал подготовленные в соавторстве с О. П. Петровой, Г. Д. Ивановой и З. Я. Ханиным шесть выпусков аннотированных каталогов рукописного собрания Института Востоковедения «Описание японских рукописей, ксилографов и старопечатных книг».
В 1965 году защитил кандидатскую диссертацию «„Цурэдзурэгуса“ — выдающийся памятник японской эссеистической литературы».
Занимался практической работой в качестве переводчика, например, на промышленной выставке СССР в Японии в 1961 году. Также в 1960-е годы и в начале 1970-х годов В. Н. Горегляд по несколько месяцев в году работал переводчиком при Госинспекторе СМ РСФСР по контролю за выполнением рыболовной конвенции между СССР и Японией на японских рыбоохранных судах.
С 1973 по 1976 гг. состоял членом Президиума Европейской ассоциации японоведения. В 1975 году стал доктором филологических наук. С 1982 года занимал должность заведующего сектором Дальнего Востока Санкт-Петербургского филиала Института востоковедения (бывш. ЛО ИВ АН СССР). В 1982—2001 годах заведовал кафедрой японской филологии Санкт-Петербургского университета. Профессор.
Лауреат премии Ямагата Банто (1986). Кавалер ордена Восходящего солнца (1997). В 1999—2000 годах — приглашённый профессор Международного центра по изучению японской культуры (Нитибункэн, Киото).
В. Н. Горегляд интересовался ранними русско-японскими контактами, много об этом писал, так, например, одной из его последних публикаций стала брошюра «Японские моряки в России в эпоху Эдо», изданная в Японии (на японском языке) в 2001 году.
Автор 14 монографий.

## Научные труды
- Горегляд В. Н. Классическая культура Японии: Очерки духовной жизни / Отв. редактор К. Г. Маранджян. СПб.: Петербургское востоковедение, 2006. 352 с. (Серия «Orientalia»).
- Повесть о дупле (Уцухо-моногатари): В 2-х ч. / Введение, перевод с японского и примечания В. И. Сисаури / Под ред. В. Н. Горегляда. СПб.-М.: «Петербургское Востоковедение» — «Наталис» — «Рипол Классик», 2004. 512 с. Ч. 1.
- Goregliad V. N. Japan Sailors in Russia in Edo Period. Japan, 2001.
- Горегляд В. Н. Японская литература VIII—XVI вв.: Начало и развитие традиций. СПб.: Петербургское востоковедение, 2001: 2-е изд. 400 с. (Orientalia)
- Горегляд В. Н. Японская литература VIII—XVI вв.: Начало и развитие традиций. СПб.: Петербургское востоковедение, 1997. 416 с. (Orientalia)
- История отечественного востоковедения с середины XIX века до 1917 года. Редакционная коллегия А. А. Вигасин, А. Н. Хохлов, П. М. Шаститко. [В написании монографии принимали участие Баевский С. И., Базиянц А. П., Берзин Э. О., Берлев О. Д., Большаков О. Г., Вигасин A. A., Воловников В. Г., Ворожейкина З. Н., Горегляд В. Н., Дридзо А. Д., Каплан Г. Х., Кляшторный С. Г., Колесников А. И., Курдоев К. К., Кычанов Е. И., Лужецкая Н. Л., Мазитова H. A., Назирова H. H., Никифоров В. Н., Пан Т. А., Петросян И. Е., Полосин Вал. В., Рыженков М. Р., Соловьев В. И., Султанов Т. И., Тугушева Л. Ю., Туманович H. H., Хохлов А. Н., Чарыева Н. К., Шаститко П. М., Шифман И. Ш. М.: Издательская фирма «Восточная литература» РАН, 1997. — 536 с.
- Горегляд В. Н. «Повесть о великом мире» в историческом контексте / Исследование и перевод // Петербургское востоковедение. Выпуск 2. СПб.: «Петербургское востоковедение» — «Водолей», 1992. С. 88-124.
- Горегляд В. Н. Сюжеты, связанные с нарушением запретов в японских мифах // Петербургское востоковедение. Выпуск 2. СПб.: «Петербургское востоковедение» — «Водолей», 1992. С. 53-67.
- Горегляд В. Н. Ольга Фишман. Несколько воспоминаний // Петербургское востоковедение. Выпуск 2. СПб.: «Петербургское востоковедение» — «Водолей», 1992. С. 83-87.
- Письменные памятники и проблемы истории культуры народов Востока. XVIII годичная научная сессия ЛО ИВ АН СССР (доклады и сообщения). 1983—1984. Часть III. Редакционная коллегия: П. А. Грязневич, Н. В. Елисеева (секретарь), Г. А. Зограф, Е. И. Кычанов, Ю. А. Петросян (председатель), Э. Н. Темкин (зам. председателя). Отв. редакторы В. Н. Горегляд, Е. И. Кычанов. Москва: ГРВЛ, 1985.
- Иванова Г. Д. Мори Огай / Отв. редактор В. Н. Горегляд. М.: Наука, 1982. («Писатели и учёные Востока»).
- Азиатский музей — Ленинградское отделение Института востоковедения АН СССР / Редакционная коллегия: А. П. Базиянц, Д. Е. Бертельс (отв. секретарь), Б. Г. Гафуров, А. Н. Кононов (председатель), Е. И. Кычанов, И. М. Оранский, Ю. А. Петросян, Э. Н. Тёмкин, О. Л. Фишман, А. Б. Халидов, И. Ш. Шифман. М.: Наука, 1972.
- Горегляд В. Н. Описание японских рукописей, ксилографов и старопечатных книг. Выпуск V. М.: «Наука», ГРВЛ, 1971.
- Горегляд В. Н., Ханин З. Я. Описание японских рукописей, ксилографов и старопечатных книг. Выпуск VI. М.: «Наука», ГРВЛ, 1971.
- Петрова О. П., Горегляд В. Н. Описание японских рукописей, ксилографов и старопечатных книг. Выпуск IV. М.: «Наука», ГРВЛ, 1969. 173 с.
- Петрова О. П., Горегляд В. Н. Описание японских рукописей, ксилографов и старопечатных книг. Выпуск III. Идеология. М.: «Наука», ГРВЛ, 1966.
- Петрова О. П., Иванова Г. Д., Горегляд В. Н. Описание японских рукописей, ксилографов и старопечатных книг. Выпуск II: Филология. М.: Изд-во АН СССР, 1964.
- Петрова О. П., Горегляд В. Н. Описание японских рукописей, ксилографов и старопечатных книг. Вып. I. М.: «Восточная литература», 1963. 243 с.